# Karl Wilhelm (Nassau-Usingen)

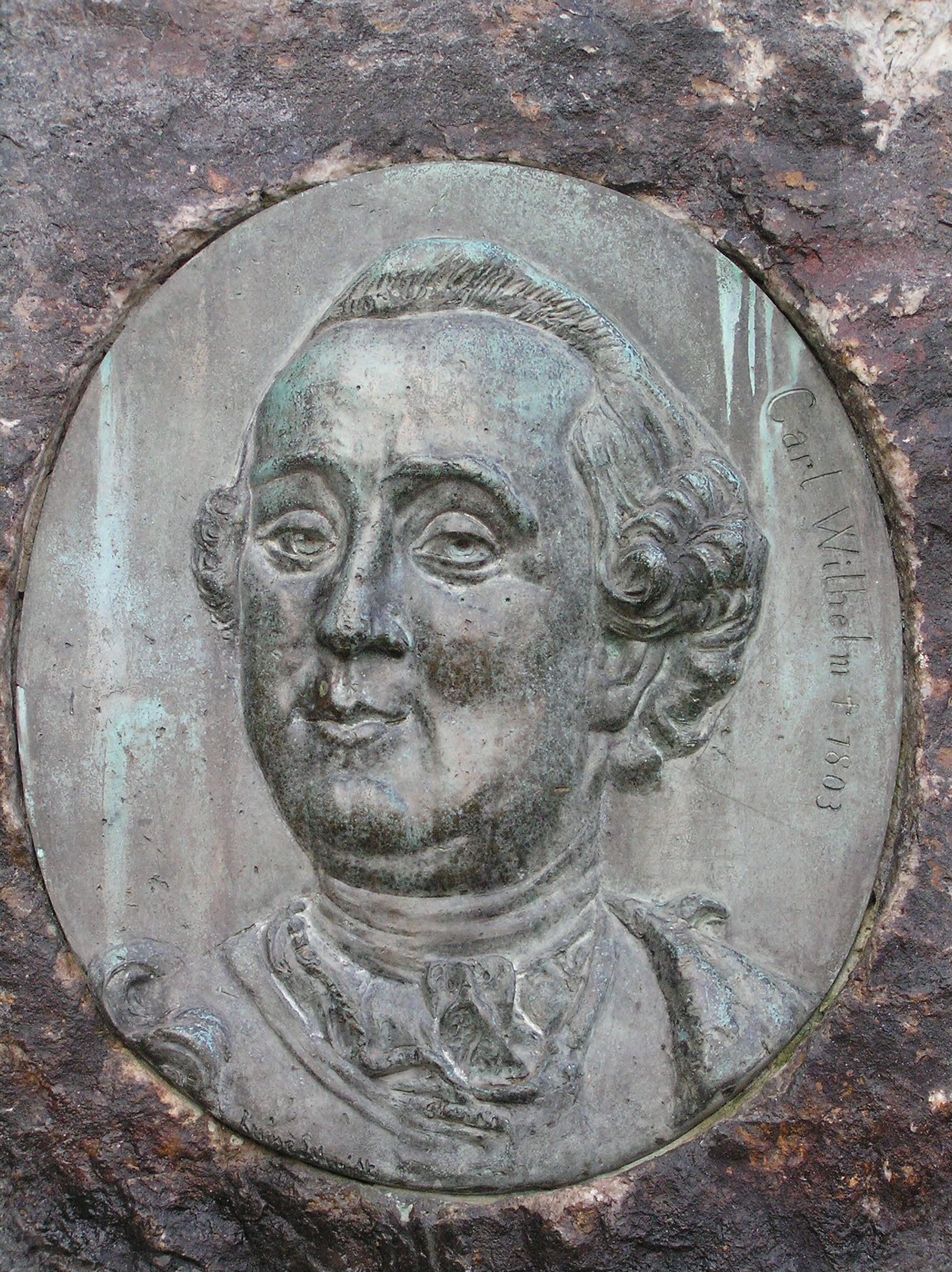
Karl Wilhelm von Nassau-Usingen

Karl Wilhelm (* 9. November 1735 in Usingen; † 17. Mai 1803 in Biebrich) war von 1775 bis zu seinem Tod 1803 Fürst von Nassau-Usingen und von 1797 bis 1801 formell auch der letzte Fürst von Nassau-Saarbrücken.

## Leben
Karl Wilhelm war der älteste Sohn von Fürst Karl von Nassau-Usingen und Christiane Wilhelmine von Sachsen-Eisenach, der Tochter von Johann Wilhelm von Sachsen-Eisenach. 1770 wurde er Generalleutnant der Infanterie und 1775 folgte er seinem Vater als Fürst. 1789 wurde er General und 1790 Oberst des Regiments Walen.
1783 schloss er den nassauischen Erbverein mit Nassau-Saarbrücken, Nassau-Weilburg und Nassau-Dietz (Oranien-Nassau), um die Einheit der Nassauischen Gebiete zu wahren. So sollte nur der Erstgeborene erben können. Nach dem Tod von Erbprinz Heinrich Ludwig von Nassau-Saarbrücken (1768–1797) erbte er Nassau-Saarbrücken. Das Fürstentum war allerdings schon seit 1793 von französischen Revolutionstruppen besetzt, sodass Karl Wilhelm dieses nie regieren konnte. Im Frieden von Lunéville von 1801 verlor er die linksrheinischen Gebiete auch völkerrechtlich an Frankreich. 1803 kompensierte ihn der Reichsdeputationshauptschluss mit Teilen von Kurmainz, Kurköln, Pfalz und Hessen. Karl Wilhelm starb noch im selben Jahr. Sein Bruder Friedrich August folgte ihm auf dem Thron.
Karl Wilhelm war Mitglied im Bund der Freimaurer;  er gründete 1778 im Schloss Biebrich die noch heute bestehende Wiesbadener Freimaurerloge Plato.

## Ehe und Nachkommen

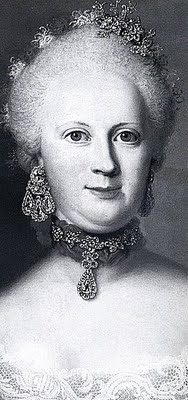
Fürstin Karoline Felicitas von Nassau-Usingen

Karl Wilhelm heiratete am 16. April 1760 Gräfin Karoline Felicitas zu Leiningen-Dagsburg-Heidesheim (* 22. Mai 1734; † 8. Mai 1810), Tochter des Grafen Christian Karl Reinhard von Leiningen-Dagsburg. Mit ihr hatte er folgende Kinder:
- Prinz Karl Wilhelm (* 26. März 1761; † 10. März 1763)
- Prinzessin Karoline Polyxene (* 4. April 1762; † 17. August 1823) ⚭ Landgraf Friedrich von Hessen-Kassel-Rumpenheim. Durch diese Ehe wurde sie Stammmutter der heute fortlebenden Linie Hessen-Kassel-Rumpenheim.
- Prinzessin Luise Henriette (* 14. Juni 1763; † 30. Mai 1845)